# Балглей, Яков
Яков Балглей (фр. Jacques Balgley; 7 марта 1891, Брест-Литовск Гродненская губерния — 14 июня 1934, Париж) — французский художник Парижской школы и гравёр, выходец из Белоруссии. Работал в Париже.

## Биография
Яков Балглей родился в раввинской семье, некоторое время изучал медицину в Санкт-Петербурге, затем учился на архитектурном отделении Одесской рисовальной школы. С 1911 года жил в Париже, где обучался архитектуре и философии. Как и многие другие молодые художники парижской школы, Яков Балглей жил в известной коммуне «Улей». В 1920 году поступил в Школу декоративного искусства.
Умер от сердечного приступа, похоронен на кладбище Пер-Лашез.

## Работы
В 1924 году Яков Балглей имел персональную выставку в галерее Barbazanges. В 1925 году выполнил 21 офорт для альбома «Études inachevées» («Незаконченное обучение»).
Некоторые картины Балглея хранятся в Корпоративной коллекции Белгазпромбанка в Минске.

## Память
После смерти художника ретроспективные выставки состоялись в галереях Marcel Guiot (1939), Michel (1948) и Marcel Bernhheim (1955).
В 1974 году мэрия 1-го района Парижа провела мемориальную выставку «Балглей, или преодолённый апокалипсис».